# Unione dei comuni Media Valle del Serchio
L'Unione dei comuni Media Valle del Serchio è un'unione di comuni della Toscana, in provincia di Lucca, formata dai comuni di: Bagni di Lucca, Barga, Borgo a Mozzano, Coreglia Antelminelli e Pescaglia.